# Ecueracapa
Ecueracapa († 1793) war ein Häuptling der Kotsoteka-Comanchen. Er verhandelte 1786 einen lang anhaltenden Frieden der westlichen Comanchen mit dem Spanischen Kolonialreich.

## Leben
Nachdem frühere Friedensvereinbarungen zwischen Spaniern und Comanchen 1752 und 1762 jeweils nur kurz gehalten und die beiden Parteien bis Anfang der 1780er Jahre zwei Jahrzehnte lang Krieg gegeneinander geführt hatten, starteten die Spanier 1785 unter Juan Bautista de Anza eine neue Friedensinitiative. Ecueracapa wurde von den Comanchen zum Verhandlungsführer bestimmt und traf am 25. Februar 1786 zu Friedensverhandlungen in Santa Fe ein. In den folgenden Verhandlungen vereinbarten Anza und Ecueracapa u. a. verschiedene Handelsprivilegien für die Comanchen (Zugang zu Handelsstützpunkten, festgesetzte Preise) und ein gemeinsames militärisches Vorgehen gegen die Apachen.
Den rivalisierenden Häuptling Toroblanco, der den Friedensprozess mit den Spaniern torpedieren wollte und daher in Pecos einen unter der Herrschaft der Spanier stehenden Pueblo tötete, ermordete Ecueracapa noch im Februar 1786 oder ließ ihn von Gefolgsleuten ermorden.
Ecueracapa wurde von den Spaniern als oberster Häuptling der westlichen Comanchen wahrgenommen und in dieser Rolle durch zahlreiche Geschenke bewusst gefördert, um durch eine Zentralisierung der Comanchen und eine Abhängigkeit ihres obersten Häuptlings von den Spaniern den Frieden zu sichern und eine größere Kontrolle über den Stamm zu gewinnen. Allerdings scheint die Autorität Ecueracapas sich in den traditionellen Grenzen gehalten zu haben (Beschränkung auf die Kotsotekas, Abhängigkeit von der Zustimmung der anderen Stammesmitglieder), und die Comanchen verfolgten weiterhin eine eigenständige Politik, indem sie z. B. eine Teilnahme an solchen gemeinsamen militärische Unternehmungen, die nicht in ihrem Interesse lagen, ablehnten.
Ecueracapa starb 1793 in einem Kampf mit den Pawnee.